# 圣马蒂诺-布翁阿尔贝戈
圣马蒂诺-布翁阿尔贝戈（義大利語：San Martino Buon Albergo）是意大利威尼托大区维罗纳省的一个市镇。总面积35.3平方公里，人口14017人，人口密度397.1人/平方公里（2009年）。国家统计（ISTAT）代码为023073。

## 友好城市
- 奥地利福伊茨贝格